# The Reindeer Mafia
The Reindeer Mafia (finska: Poromafia) är en finsk kriminalserie från 2023 som hade svensk premiär på strömningstjänsten C More den 16 februari 2023. Serien är regisserad av Mika Kurvinen som också skrivit manus. Första säsongen består av åtta avsnitt. Serien är baserad på Mikko-Pekka Heikkinens roman med samma namn.

## Handling
Serien kretsar kring renägarfamiljen Nelihanka. När matriarken Brita Nelihanka som under lång tid härskat över ödemarkerna i norr dör samlas släkten för att fördela arvet. Testamentet bjuder dock på stora överraskningar. Snart är familjen indragen i en maktkamp.

## Rollista (i urval)
- Samuli Edelmann – Sameli
- Mikael Persbrandt – Stagge
- Anna-Maija Tuokko – Sara
- Rune Temte – Rolf
- Kaija Pakarinen – Pirkko
- Antti Reini – Karvonen
- Kaarina Hazard – Tenoranta
- Tommi Eronen – TT
- Rea Mauranen – Brita
- Ilkka Villi – Holmberg
- Sven Nordin – Domare